# Saint-Porquier
Saint-Porquier – miejscowość i gmina we Francji, w regionie Oksytania, w departamencie Tarn i Garonna.
Według danych na rok 1990 gminę zamieszkiwało 897 osób, a gęstość zaludnienia wynosiła 57 osób/km² (wśród 3020 gmin regionu Midi-Pireneje Saint-Porquier plasuje się na 374. miejscu pod względem liczby ludności, natomiast pod względem powierzchni na miejscu 733.).